# Ifalukella yanii
Ifalukella yanii is een zachte koraalsoort uit de familie Ifalukellidae. De koraalsoort komt uit het geslacht Ifalukella. Ifalukella yanii werd in 1955 voor het eerst wetenschappelijk beschreven door Bayer. 